# The Girl Before
The Girl Before est une série télévisée en quatre épisodes de 57 minutes créée J.P. Delaney et diffusée du 19 au 22 décembre 2021 sur BBC One et aux États-Unis sur HBO Max. Il s'agit d'une adaptation du roman à succès du même titre de Delaney, publié en 2016.
Au Québec, cette série est diffusée sur Noovo à partir du mardi, 5 août 2025.   Elle est inédite dans tous les autres pays francophones.

## Synopsis
Une femme traumatisée tombe amoureuse d'une maison minimaliste extraordinaire. Elle tombe sous le charme de l'architecte qui l'a conçue à l'origine. Mais tout n'est peut-être pas comme il y paraît.

## Distribution
Acteurs principaux
- Gugu Mbatha-Raw : Jane Cavendish
- David Oyelowo : Edward
- Jessica Plummer : Emma Matthews
- Ben Hardy : Simon, le petit-ami d'Emma

Acteurs récurrents
- Ian Conningham : James Clarke
- Amanda Drew : Carol
- Mark Stanley : Saul
- Rakhee Thakrar : Mia
- Ben Addis : Peter Creed
- Natasha Atherton : Leona